# Molara Ogundipe
Abiodum Omolara Ogundipe-Leslie (Lagos, 27 de diciembre de 1940-18 de junio de 2019), más conocida como Molara Ogundipe, fue una poetisa, crítica, editora, y activista feminista nigeriana. Considerada una de las escritoras más importantes en feminismo africano, estudios de género y teoría literaria, fue una crítica social reconocida como autoridad viable en mujeres africanas entre feministas y feministas negras en general.
Contribuyó con la obra Not Spinning on the Axis of Maleness (No girando en el eje de la masculinidad") en la antología de 1984, Sisterhood Is Global: The International Women's Movement Anthology, editada por Robin Morgan. Fue célebre por haber acuñado el concepto STIWA o Social Transformation in Africa Including Women ("Transformación Social en África Incluyendo a las Mujeres").

## Biografía
Nació en el seno de una familia de educadores y clérigos. Se graduó en 1963 como la primera nigeriana con un grado de primera clase de la Universidad de Londres. Más tarde obtuvo un doctorado en narratología en la Universidad de Leiden, una de las universidades más antiguas en Europa. Enseñó estudios ingleses, escritura, género y literatura comparada desde las perspectivas de desarrollo y estudios culturales en universidades en varios continentes, y fue también profesora de literatura comparada e inglesa en la Universidad de Port Harcourt, en Nigeria.

Molara Ogundipe lideró los estudios de género y el activismo feministas en África durante décadas. Fue fundadora y directora de la Fundación para la Educación y Monitoreo Internacional, la cual se dedica a enseñar a mujeres jóvenes la doctrina y virtudes de las teorías feministas y de equidad de género.

## Obras
Molara Ogundipe escribió para numerosas publicaciones académicas y generales. También  publicó libros de no ficción así como una colección de poesía. Su trabajo está incluido en antologías de mujeres escritoras: su obra Not Spinning on the Axis of Maleness se incluyó en la antología de 1984 Sisterhood Is Global: The International Women's Movement Anthology, editado por Robin Morgan, y algunos de sus poemas se incluyeron en la antología de 1992 Hijas de África, editado por Margaret Busby.

## Crítica
Ogundipe abogaba por un feminismo centrado en África que denominó "Stiwanismo" (Social Transformation in Africa Including Women, Transformación Social en África Incluyendo a las Mujeres) en su libro Recreating Ourselves. 
El "Stiwanism" Está preocupado con siete principios: “STIWA”: 1) resiste al feminismo occidental; 2) da atención concreta a mujeres africanas en este momento contemporáneo; 3) pone de relieve el  feminismo indígena que también ha existido en África; 4) cree tanto en la inclusión como en la participación en la transformación sociopolítica del continente africano; 5) contiende con el cuerpo de una mujer, calidad de persona, nacionalidad, y sociedad y cómo  opera dentro de jerarquías socioeconómicas; 6) es intencionadamente concreto a la identidad individual y colectiva (es decir religión, clase, y estado marital); 7) reconoce que hay muchos factores e identidades en África y personas individuales operando en maneras diferentes y contradictorias.
Más temprano en su carrera, Ogundipe había postulado que un verdadero escritor feminista tenía que entender o describir eficazmente el punto de vista de una mujer y cómo contar la historia acerca de una mujer. Creía fuertemente que la mejor manera de mejorar las instituciones sociales y políticas de Nigeria era a través de redescubrir el rol de las mujeres en aquellas instituciones. En Re-Creating Ourselves: African Women and Critical Transformations, expuso sobre el dilema de escribir en su lengua tradicional y la resistencia de los hombres a la igualdad de género. A través de vastas experiencias literarias y muchos escritos relacionados con género, Molara Ogundipe proporcionó "intrincados obras" que habilitaron a los feministas africanos a comprometerse en propulsar cambios significativos en asuntos relacionados con el género, la familia y la sociedad, que pueden llevar al desarrollo nacional y continental.

## Libros
- Sew the Old Days and Other Poems, 1985
- Re-Creating Ourselves: African Women & Critical Transformations, 1994
- (ed.) Women as Oral Artists, 1994
- (ed. con Carole Boyce-Davies) Moving Beyond Boundaries, 1995 (dos volúmenes).
- Gender and subjectivity. Readings of "Song of Lawino". Disertación, Universidad de Leiden Universidad. Leiden, CNWS, 1999